# Замерцы
Замерцы (укр. Замірці) — село, Дергачёвский городской совет, Дергачёвский район, Харьковская область, Украина.
Код КОАТУУ — 6322010104. Население по переписи 2001 года составляет 86 (32/54 м/ж) человек.

## Географическое положение
Село Замерцы находится в 4-х км от реки Лопань (правый берег), в 2-х км от города Дергачи, сёл Болибоки, Мищенки, по селу протекает пересыхающий ручей с несколькими запрудами.
Возле села несколько небольших лесных массивов, в том числе урочище Легеньки, урочище Бакунцы.

## История
- 1680 — дата основания.

## Экономика
- В селе есть молочно-товарная ферма.

## Достопримечательности
- Братская могила советских воинов. Похоронено около 200 воинов.